# ميخائيل دين (صحفي)
ميخائيل دين هو صحفي ألماني، ولد في 24 سبتمبر 1951 في هانوفر في ألمانيا، وتوفي في 14 أغسطس 2013.